# Gaucelmus pygmaeus
Gaucelmus pygmaeus är en spindelart som beskrevs av Willis J. Gertsch 1984. Gaucelmus pygmaeus ingår i släktet Gaucelmus och familjen grottspindlar.
Artens utbredningsområde är Panama. Inga underarter finns listade i Catalogue of Life.